# الحدود الجزائرية المغربية

الحدود البرية بين الجزائر والمغرب هي حدود طويلة تبلغ 1559 كم. في 28 ماي و1992م تم المصادقة من طرف مجلس النواب المغربي على معاهدة سنة 1972 التي رسمت الحدود مع الجزائر.
- أشهر هذه المعابر هو معبر العقيد لطفي (من الجهة الجزائرية) - زوج بغال (من الجهة المغربية) الفاصل بين وجدة ومغنية.

الحدود بين الجزائر والمغرب مغلقة منذ صيف 1994 إثر حادث تفجيرات فندق اسني بمراكش. ردا على قيام المغرب بفرض تأشيرة الدخول على الجزائريين من جانب واحد، أغلقت الجزائر حدودها مع فرضها التأشيرة.
ألغيت التأشيرة بين البلدين لكن الجزائر «ما زالت ترفض السماح بفتح الحدود البرية بدون شروط»

المغرب يطالب مرارا ويدعو الجزائر في كل مناسبة من أجل فتح الحدود، لكن الجزائر لم تستجب.

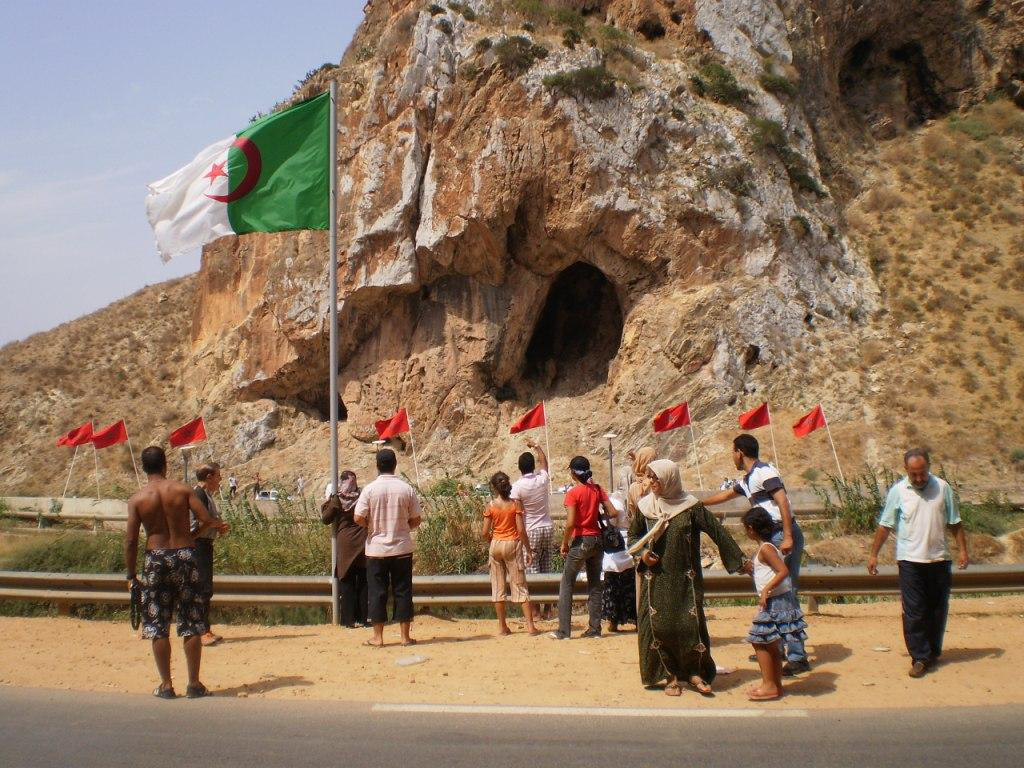
الحدود الجزائرية المغربية المغلقة بقرار جزائري

## قبل الاحتلال الفرنسي للجزائر

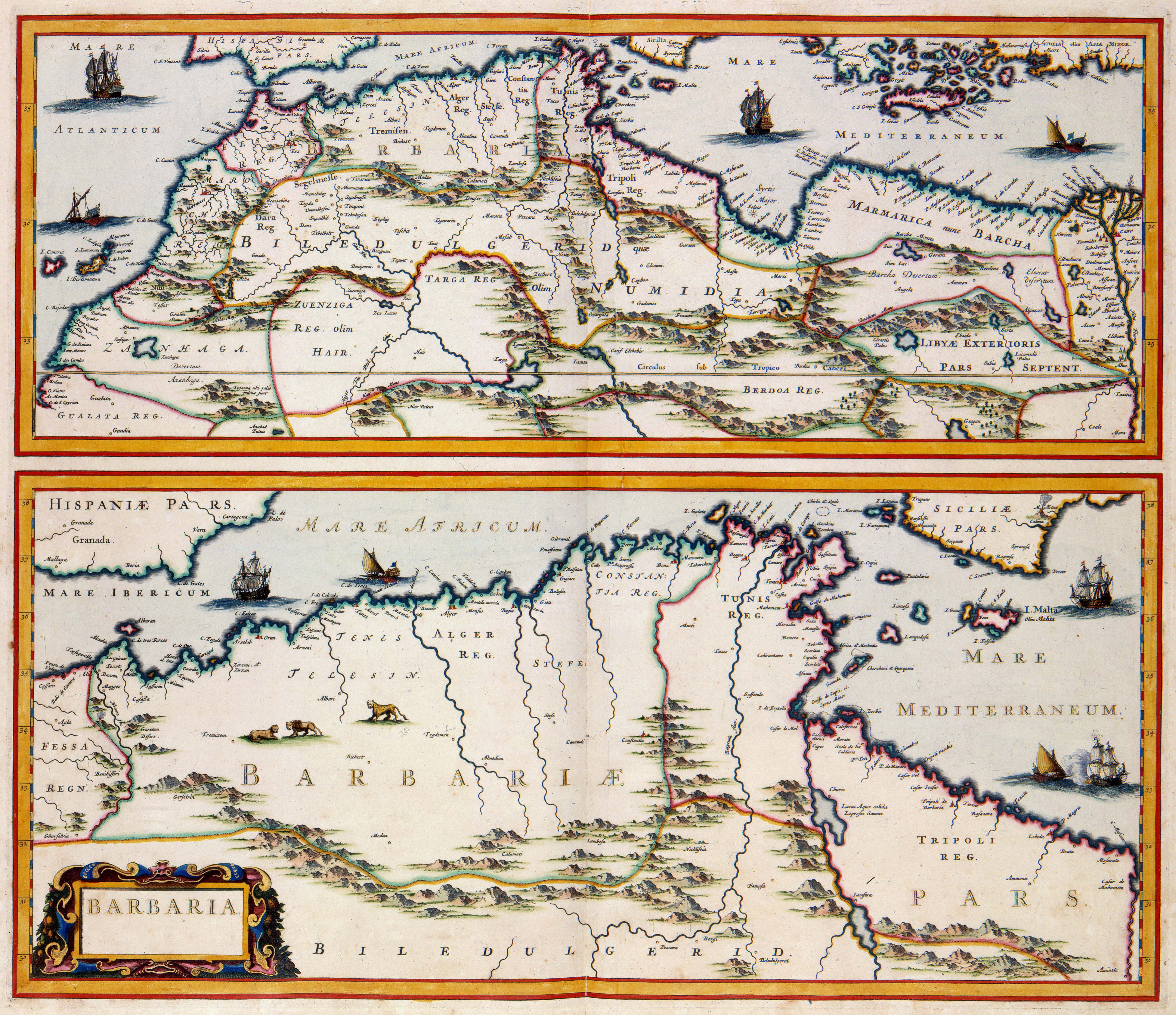
خريطة الجزائر سنة 1588م وحدودها مع مملكة فاس ومراكش و تونس

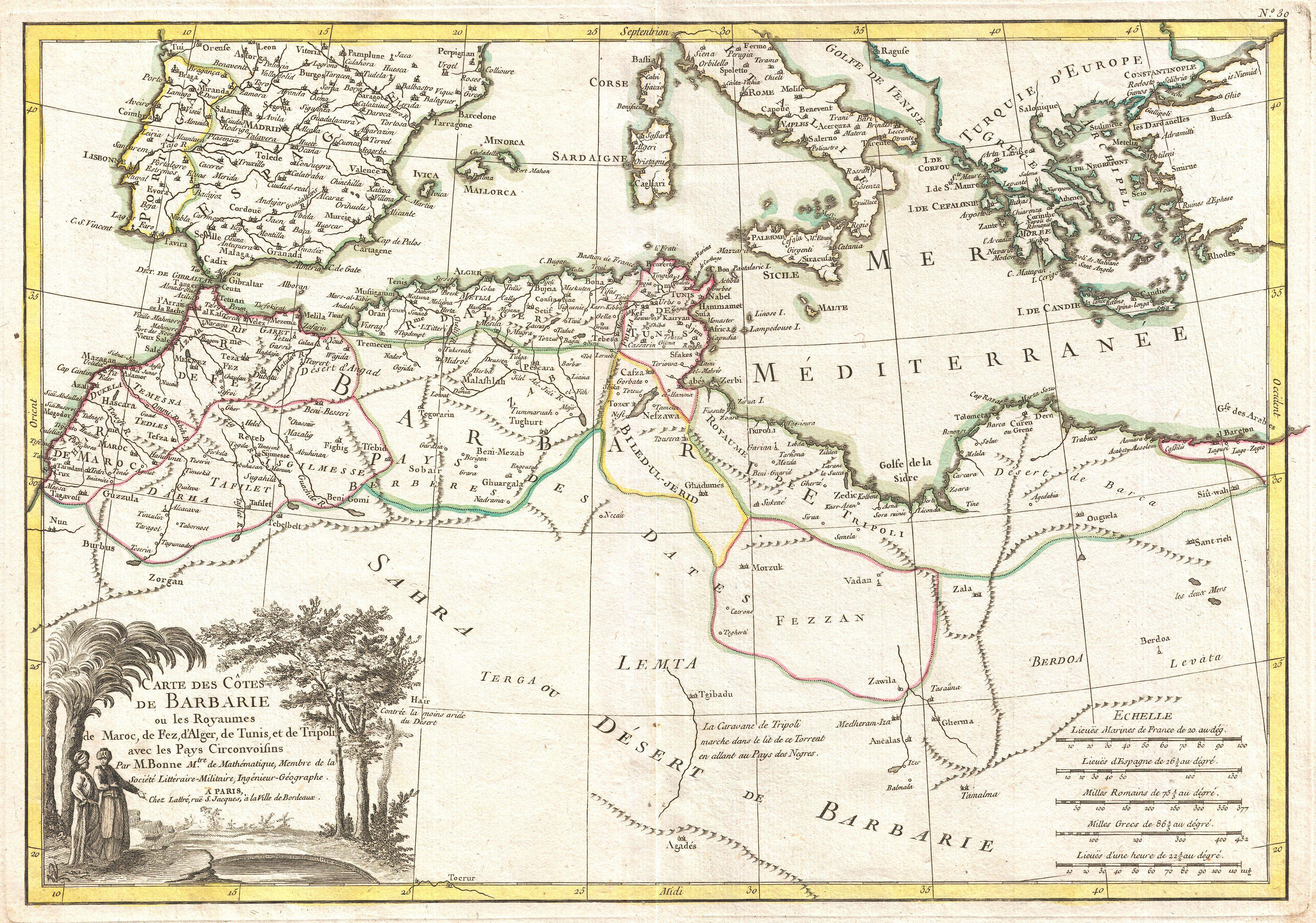
خريطة مملكة الجزائر وحدودها مع مملكة تونس وفاس و مملكة مراكش سنة 1771

يبقى واد ملوية من بين الحدود الطبيعية التاريخية بين البلدين رغم تغير الممالك أكانت حكما محليا أو احتلالا عبر التاريخ من بينها:
- 1055-1062م الدولة الحمادية، حيث توسّعت الدولة في عهد بلكين بن محمد بن حماد السلطان الرابع للدولة، إلى حدود المغرب الأقصى والاستيلاء على مدينة فاس.
- 1554م، سقوط مملكة بنو زيان في يد العثمانيين وحصول مجزرة في صفوفهم، قام السلطان المغربي محمد الشيخ السعدي باحتلال تلمسان بعد أن تحالف مع القائد منصور بن أبي غنام، وزير آخر من ملوك بنو زيان، ووضع بن أبي غنام حاكما على تلمسان.[3]
- 1574م سقطت فاس في قبضة العثمانيين.[4]
- 1576 الاستيلاء على مدينة فاس
- 1795م، السلطان مولاي سليمان العلوي يستعيد وجدة، وتنازل على وهران وتم ترسيم الحدود في واد قبلة.[بحاجة لمصدر]

## الفترة الفرنسية في الجزائر

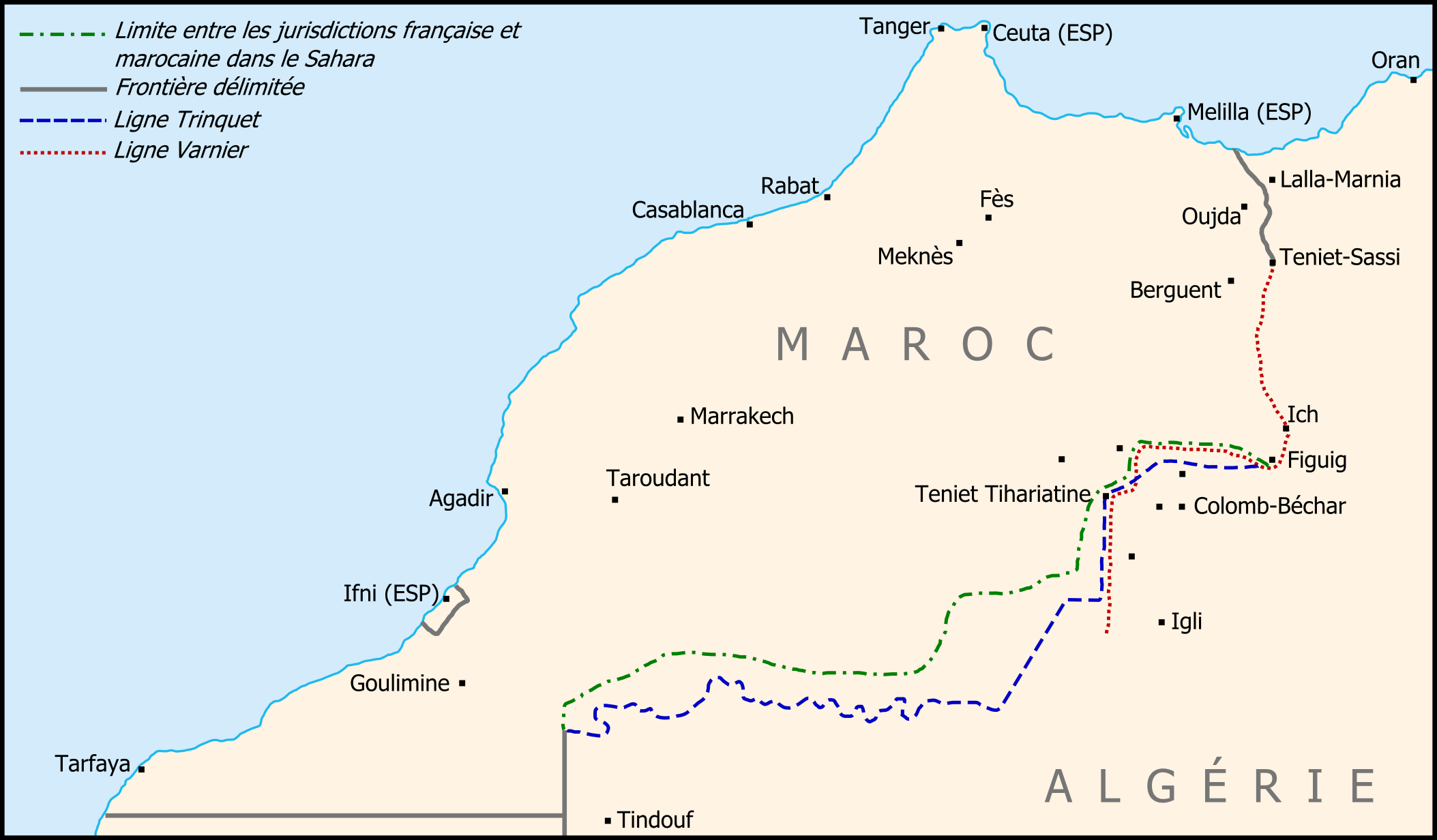
الحدود بين المغرب والجزائر في 1963 (باللون الأخضر)

الحدود بين الجزائر الفرنسية والمغرب تم تعيينها أول مرة 18 مارس 1845 بموجب معاهدة للا مغنية بين حكومة فرنسا وحكومة المغرب في أعقاب معركة إسلي فاز بها المارشال بوغارب. ورسمت حق فرنسا في ترسيم حدود مقاطعتها في شمال أفريقيا. وفرض على سلطان مغرب الدخول في مفاوضات ترسيم الحدود دولته مع فرنسا. وتم ترسيم عبر نقطة مصب وادي ملوية بين (مرسى بالمهيدي والسعيدية) شمالا إلى فكيك جنوبا.

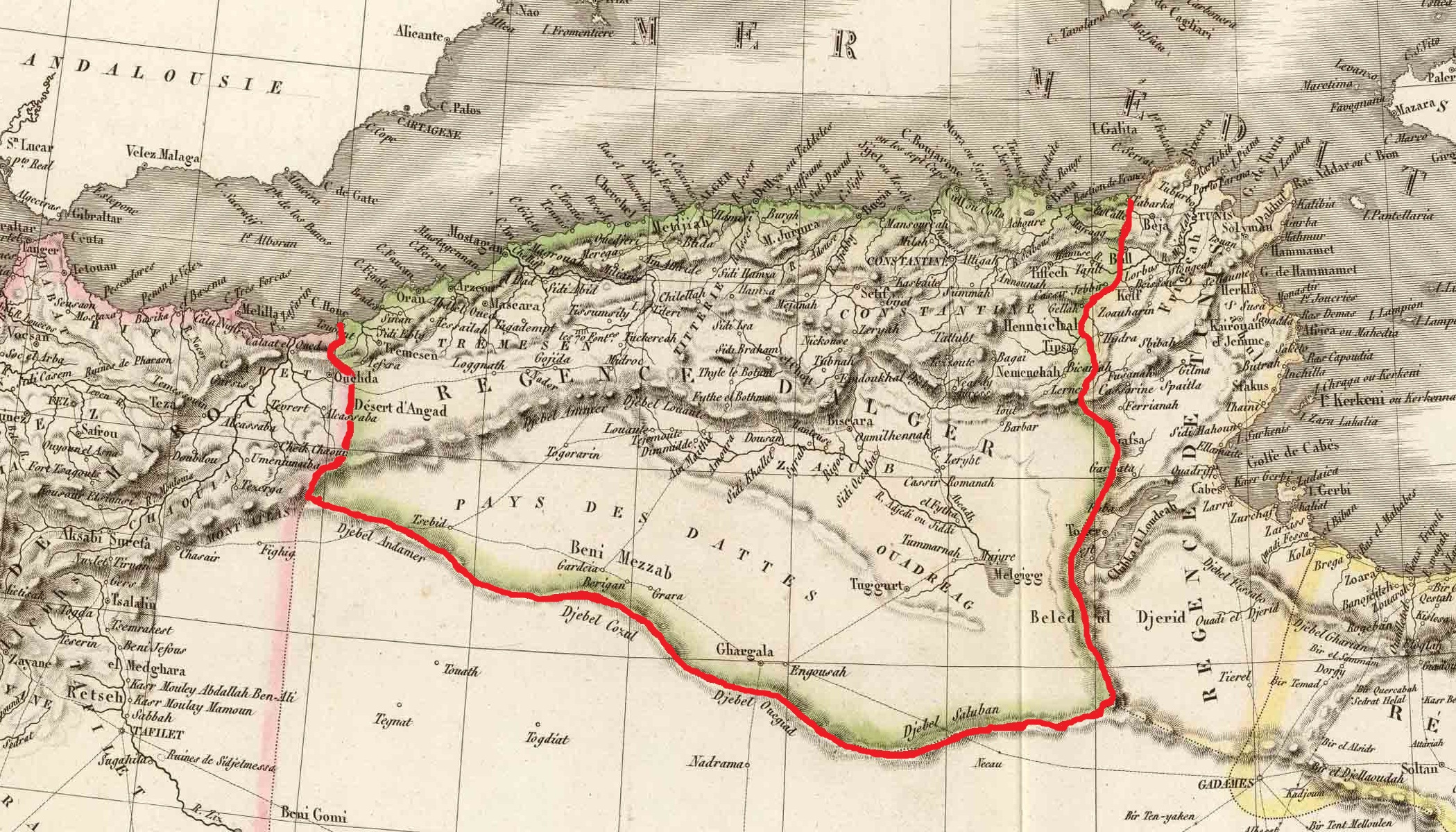
الحدود بين المغرب والجزائر في 1829م (سنة واحدة قبل الاحتلال الفرنسي للبلدين)

أما الأراضي من فكيك إلى الجنوب لم يتم ترسيمها. وبعد فرض حماية الفرنسية على المغرب سنة 1912 قررت فرنسا تثبيت الحدود ما وراء فكيك. لكن هذه اتبعت تحديدا سيئا (خط فارنييه 1912 وخط ترنكي 1938) يختلف من خارطة لأخرى. بما أنه في نظر الإدارة الفرنسية ليس ذلك بحدود فعلية والمنطقة أصلا غير مأهولة أي لا تمثل أي أهمية ما. لكن مع اكتشاف مناجم الحديد والمنغنيز في المنطقة جعل فرنسا تقرر في سنة 1950 تدقيق رسم الحدود نهائيا.

## منذ استقلال المغرب

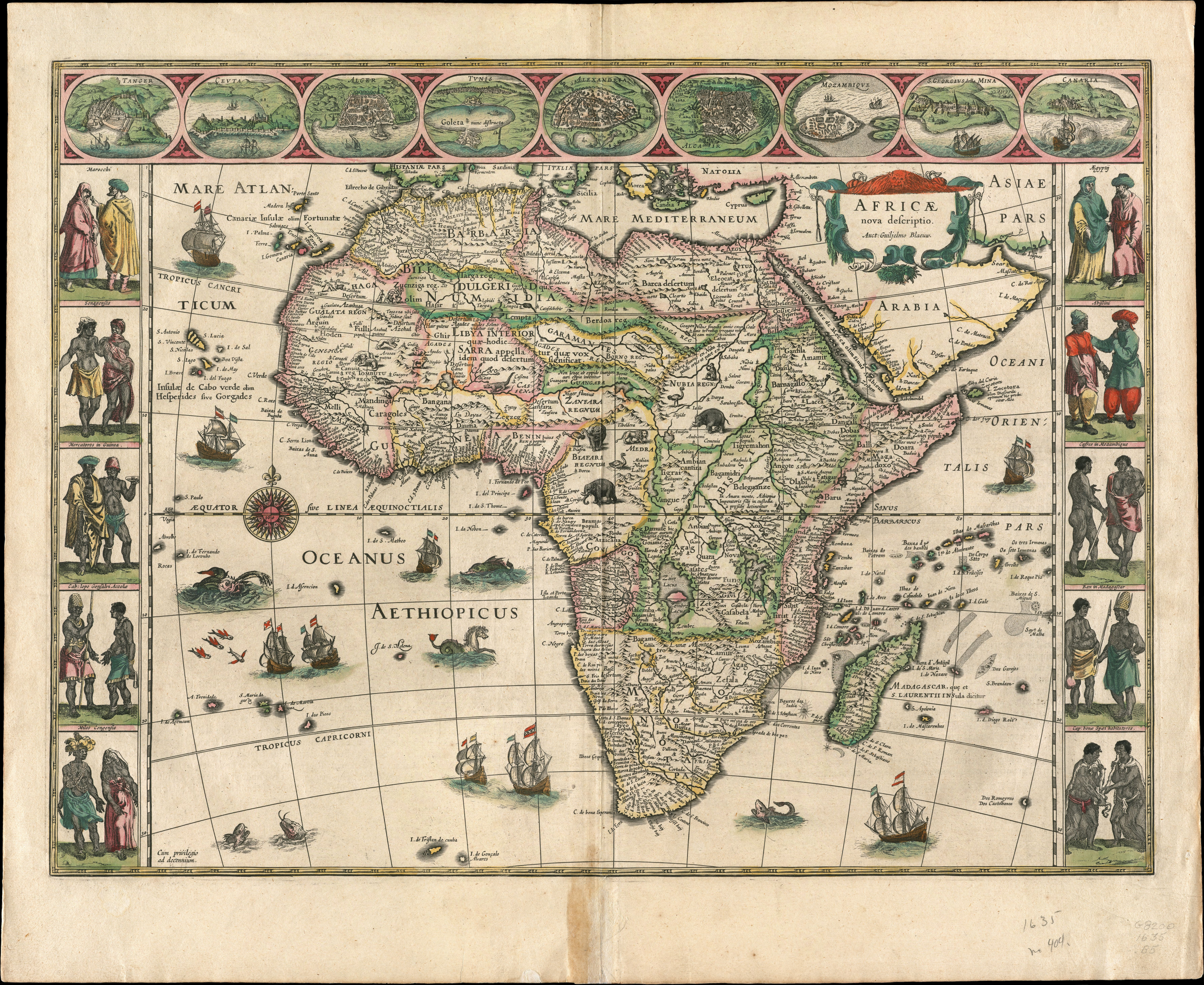
الحدود الجزائرية المغربية سنة 1635م (خريطة أفريقيا)

- في سنة 1956، علال الفاسي زعيم حزب الاستقلال يحدد نظريته في المغرب الكبير ويطالب بولاية بشار وتندوف (ما يسمى التوسع الإدريسي).
- من 1[ ؟ ]أكتوبر إلى 5 نوفمبر 1963 جرت حرب الرمال.
- 15 يناير 1969، ومعاهدة الصداقة وحسن الجوار التعاون إفران.
- يوليو 1970 إنشاء الحدود المشتركة.
- 15 يوليو 1972، وقعت بين الرئيس هواري بومدين الجزائري والملك الحسن الثاني في المغرب على اتفاق الحدود التي يقررها الاتفاقية في الشهر السابق.
- 17 ماي و1973 التصديق عليها في الاجتماع الجزائري.
- 28 ماي و1992، صدّق مجلس النواب في المملكة المغربية بدوره على نص معاهدة 1972 الذي يحدد الحدود مع الجزائر.[7]
- 1994م، في أعقاب الهجوم الذي وقع في مراكش المغربية تم قرار فرض تأشيرات الدخول للرعايا الجزائر، وأغلقت الجزائر حدودها مع المغرب حتى يومنا هذا.
- 31 يوليو 2004، الأراضي المغربية لم تعد تخضع لمتطلبات التأشيرة على الجزائريين.
- 2005 : لا تزال التأشيرة مفروضة على المغاربة لدخول الجزائر.
- 03 أفريل 2005 : في اتصال هاتفي مع العاهل المغربي محمد السادس الرئيس عبد العزيز بوتفليقة يسمح للمغاربة بدخول الجزائر بدون تأشيرة.

## حدود مفتوحة بعوامل طبيعية

### حمادة غير
هذه حدود تعتبر مفتوحة كونها طبيعية وجبلية.
- في سفوح جبال الأطلس شبه الصحراوية هذه منطقة تعتبر بمثابة حدود طبيعية باستثناء جيب منطقة واحة فكيك.
- على طول 160 كلم في الشرق والغرب من الشمال إلى وادي بشار الذي ينزل على طول كيلومتر من جنوب وادي غير

### حمادة ودرعة
- على الغرب الشرق بين المغرب والجزائر التي تمتد على ما يقرب من 80 كيلومترا قبل وادي غير. ويتسم الحدود من الجانب الجزائري بضخامة والكثبان الرملية حتى مرزوغة في الجانب المغربي.
- ثم نحو 200 كيلومترا عن شمال شرق وجنوب غرب المغرب على امتداد سفوح جبال صخرية تمتد إلى في وادي درعة.
- هذا هو وادي درعة، والتي سوف تمتد حدوده 380 كلم إلى الغرب.
- وأخيرا وينحدر على طول 116 كلم على طول الحدود الغربية في المثلث الحدودي بين الجزائر والمغرب.

وينتسب لهذا الوادي فرعا من فروع الأمويين الذين نزلوا من الأندلس ثم تفرعوا في بلاد المغرب ومنهم من دخل مصر مثل آل يوسف الأموي في دلتا مصر ويقال لهم الحمادات نسبة إلى حمادة درعة.

## إختراق الحدود
مع أنه لم تسجل اختراقات للحدود من طرف الدولتين فإن الحدود الجزائرية المغربية تخترق من الجهتين على الدوام من طرف المواطنين لعدة أسباب :
- التهريب
- الهجرة السرية
- تجارة المخدرات
- زيارات عائلية
- أو فقط المشاركة في التظاهرات ففي جويلية 2019، عقب الاحتفالات بفوز الجزائر في كأس الأمم الافريقية 2019 قام مشجعون جزائريون باختراق الحدود وعبور السياج والدخول للمغرب، وتم لاحقاً إلقاء القبض عليهم من طرف جنود من الجيش المغربي.[8]